# Rogalin

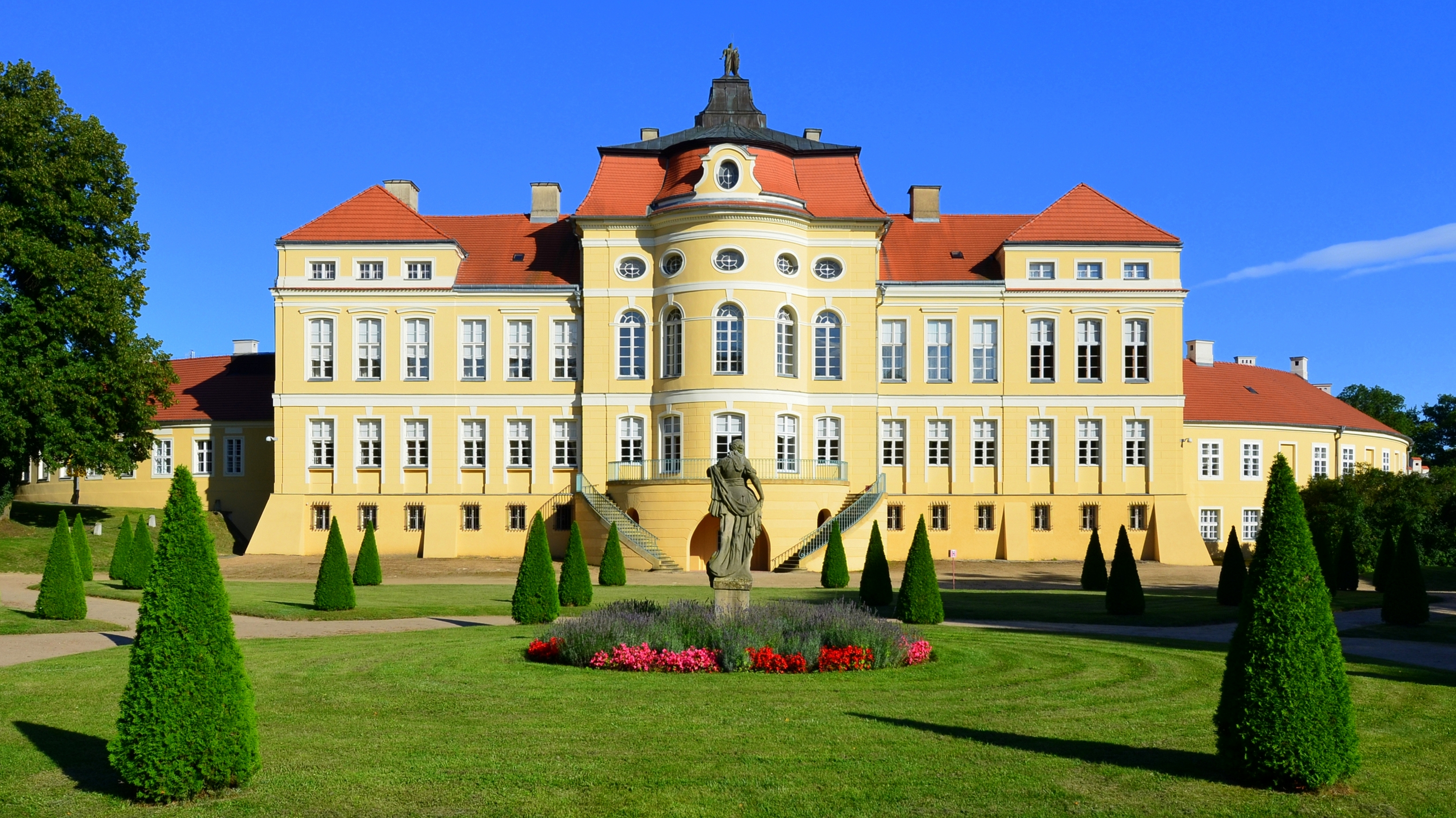
Schloss Rogalin

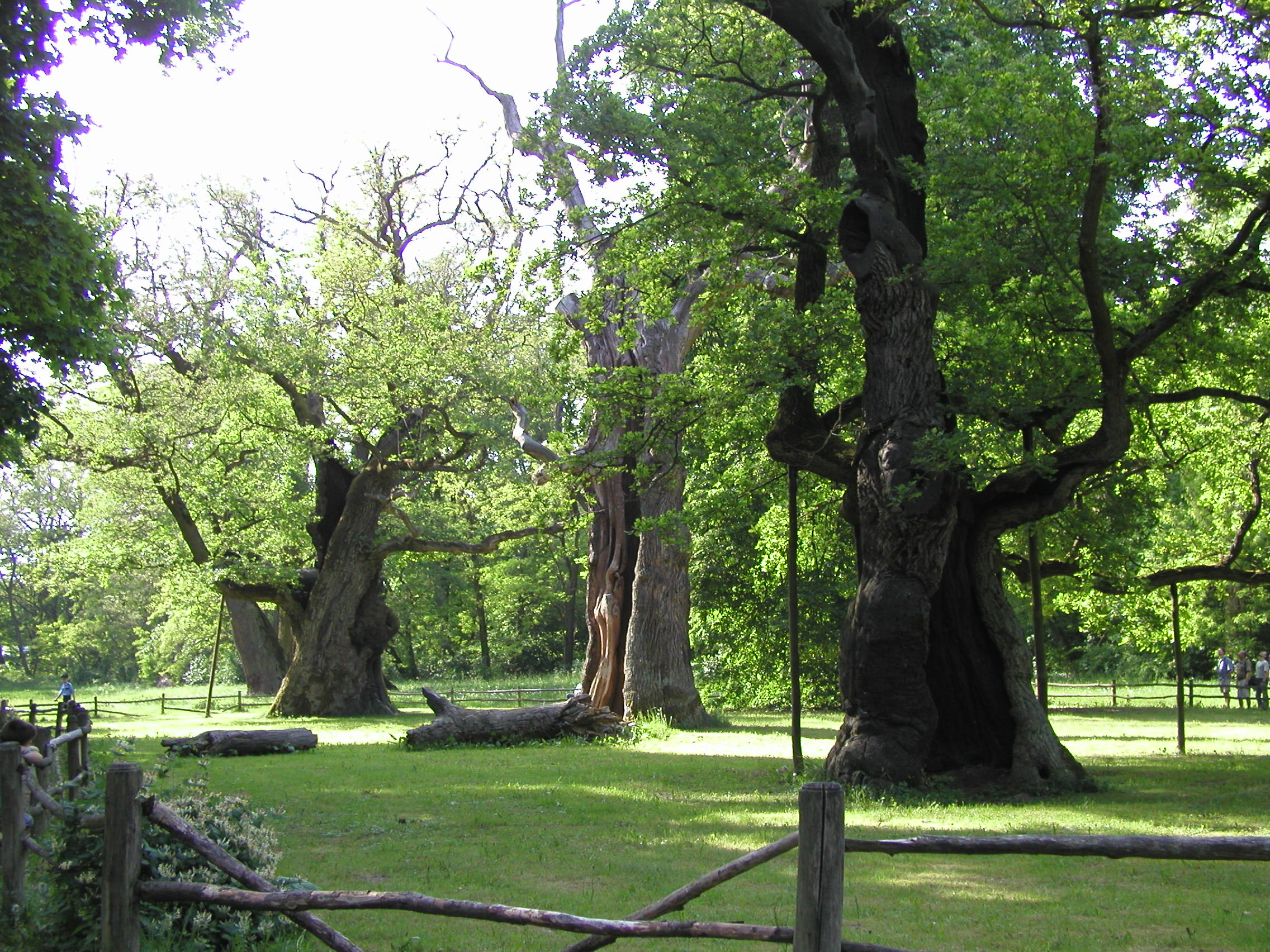
Eichen in Rogalin

Rogalin [rɔ'galin] (deutsch 1940–45 Eichenhain, älter Groß Rogalin) ist ein Dorf im westlichen Polen und Teil der Stadt- und Landgemeinde Mosina, die zum Powiat Poznański der Woiwodschaft Großpolen gehört. Es liegt etwa 20 Kilometer südlich von Posen am rechten Ufer der Warthe.

## Geschichte
Erstmals urkundlich erwähnt wird Rogalin 1294 als Besitz einer Familie aus polnischem Uradel. Im 16. Jahrhundert gehörte das Dorf dem Geschlecht der Arciszewski. Krzysztof Arciszewski, Flottenadmiral in niederländischen Diensten und General der polnischen Artillerie unter König Władysław IV. Wasa, wurde 1592 hier geboren. 1766 erwarb Kazimierz Raczyński (1739–1824), wohlhabender Adliger und königlich-polnischer Reichsschreiber, das Dorf sowie die umliegenden Güter und machte Rogalin zum Stammsitz der aufsteigenden Familie der Raczyński.
Nach der Zweiten Teilung Polens 1793 gelangte Großpolen unter preußische Herrschaft, 1815 wurde dieser Zustand für ein ganzes Jahrhundert festgeschrieben. 1831 hielt sich Polens Nationaldichter Adam Mickiewicz in Rogalin auf. 1848 kam es bei dem Ort zu Gefechten zwischen polnischen Aufständischen und preußischen Truppen. 1918 fiel Rogalin an Polen zurück.
Nach der deutschen Besetzung 1939 wurde eine HJ-Schule im Schloss eingerichtet.
Letzter adliger Grundherr war Graf Edward Bernard Raczyński, 1979 bis 1986 Staatspräsident Polens im Exil. Seit 1949 befindet sich Schloss Rogalin im Besitz des Nationalmuseums Posen. Jedoch übertrug Edward Raczyński erst 1990 das Grundeigentum und die Sammlungen in Form einer Stiftung offiziell an den Staat.

## Sehenswürdigkeiten
Der monumentale Komplex aus Schloss, Schlossgarten und Gemäldegalerie ist Hauptsehenswürdigkeit in Rogalin und verbindet es hinsichtlich seiner Bedeutung mit ähnlichen Bauensembles in anderen Orten Großpolens – vor allem mit dem nur 10 km entfernt gelegenen Kórnik, sowie mit Gołuchów, Śmiełów und Rydzyna.

### Schloss
1768 begann der neue Grundherr mit dem Bau einer Residenz entre cour et jardin. Der Bau machte rasche Fortschritte, sodass 1774 das Schloss bezogen werden konnte. 1776 wurden die Wirtschaftsgebäude übergeben, ein Jahr später folgte die Weihe der Schlosskapelle. Von seinem Baumeister ist nichts Näheres überliefert, vermutlich handelte es sich um einen der zahlreichen, im 18. Jahrhundert in Warschau und im übrigen Polen tätigen sächsischen Architekten. Die anfangs eingebrachten Rokoko-Elemente wurden noch unter dem Erbauer und ab 1784 unter seinem Nachfolger durch die Architekten Dominik Merlini und Johann Christian Kamsetzer eliminiert. 

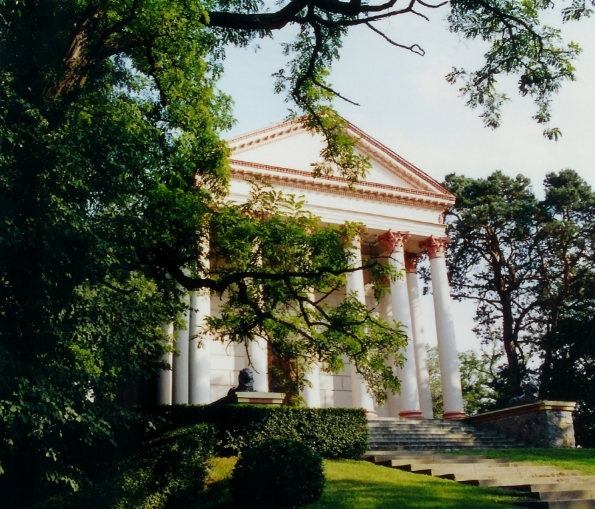
Schlosskapelle: Raczyński-Mausoleum

Das Raczyński-Schloss ist ein monumentaler Adelspalast im spätbarocken Stil mit klassizistischen Elementen. Es besteht aus einem Hauptgebäude mit zwei sich an den Seiten anschließenden Nebenflügeln, die gemeinsam die halbkreisförmige Einfassung des weiten, nach Osten hin offenen Ehrenhofes (cour d'honneur) bilden. Diesem ist im Osten eine Rasenbahn vorgelagert, eingefasst von zwei Kastanienalleen, die am eisernen Schlosstor beginnen. Die Anlage befand sich bis 1939 in Familienbesitz.

### Museum
Schloss und Garten sind Teil des Nationalmuseums Posen und können besichtigt werden. Gebäude und Innenräume sind mit großem Aufwand restauriert und dem Zustand von vor 1939 angenähert worden.
Die Gemäldesammlung ist in einem separaten Galeriebau untergebracht, den Edward Aleksander Raczyński (1847–1926) 1910 für seine Sammlung zeitgenössischer Künstler errichten ließ. Sie enthält hauptsächlich Werke polnischer und französischer Künstler wie Jacek Malczewski, Stanisław Wyspiański oder Emile Claus, die heute wieder nach Fotos des Vorkriegszustands aufgehängt sind.

### Schlossgarten und Umgebung
Auf der Westseite des Palastes befindet sich ein kleiner geometrischer Garten im klassizistischen Stil, besteht aus einem Rasenparterre, das heute mit Thujakegeln und Statuen griechischer Gottheiten verziert ist, sowie anschließend einem Hügel in Form einer Stufenpyramide, genannt der Parnass. Von oben hatte man ursprünglich Ausblicke in das weite Tal der Warthe.
Schloss und Garten sind eingebettet in einen Landschaftspark, welcher seinerseits in die Auenlandschaft der Warthe übergeht, aber durch einen Zaun von dieser abgetrennt ist.
Östlich des Schlosskomplexes befindet sich die bis heute als Mausoleum der Familie Raczyński dienende katholische Schlosskapelle, ein frühklassizistischer Bau in der Art eines römischen Tempels von 1817–20.

### Naturpark und Eichen
Rogalin und das Schloss bilden das Zentrum des Rogaliński Park Krajobrazowy (Naturpark Rogalin), in dem seit 1997 weite Teile der Auenlandschaft der Warthe als Reservat unter Naturschutz stehen. Besonders geschützt sind die uralten Stieleichen, deren Bestand in Rogalin der größte in Europa ist. Sie erreichen hier einen Stammumfang von bis zu 9 Metern. Die bekanntesten Exemplare heißen Lech, Czech und Rus. Sie sind über 700 Jahre alt, ihre Namen nehmen Bezug auf Legenden über die gemeinsame Genese dreier slawischer Völker: der Polen, der Tschechen und der Russen (siehe Lech, Čech und Rus). Einige Eichen sind im Absterben begriffen oder bereits abgestorben. Sie werden auch als Baumruinen erhalten.